# Artemas Martin
Artemas Martin   (comtat de Steuben, 3 d'agost de 1835 - Washington DC, 7 de novembre de 1918) va ser un matemàtic nord-americà, que va ser funcionari del servei de costes federal.
Martin era fill d'uns grangers de Pennsilvània i no va anar a l'escola fins al catorze anys, primer a l'escola local i després a la Franklin Select School i a la Franklin Academy, acabant la seva educació formal sobre els vint anys. Va treballar de granger i de mestre d'escola. El 1881, va rebutjar una invitació per ser professor de matemàtiques de la Normal School de Missouri. El 1885, va ser nomenat bibliotecari del United States Coast Guard, i el 1898 va ser calculador al departament de marees. Va morir el 7 de novembre de 1918.
Martin va ser un prolífic escriptor de problemes i solucions d'entreteniments matemàtics de revistes populars, començant amb divuit anys en el Pittsburgh Almanac i el Philadelphia Saturday Evening Post. Entre 1870 i 1875 va ser editor del Clark's School Visitor, una de les revistes en les que havia col·laborat. De 1875 a 1876 va estar al Normal Monthly, on va publicar articles sobre equacions diofàntiques. També va ser editor de les revistes Mathematical Visitor (1877) i Mathematical Magazine(1882).
Martin va mantenir un extensa biblioteca matemàtica, conservada actualment a la American University de Washington DC, juntament amb altres papers personals com correspondència, esborranys de problemes, etc. Els fons es conserven agrupats a la Artemas Martin Collection.